# ヴィーヴァ・ヴァインマー
ヴィーヴァ・ヴァインマー(エストニア語: Viiva Väinmaa、1928年9月25日 – 2014年8月20日)は、旧ソ連のピアニスト。息子のラウリもピアニストである。

## 経歴
1928年、タリンで生まれた。タリン音楽院でアンナ・クラスにピアノを学び、1954年に卒業。
1954年から1958年までタリン音楽学校で教鞭をとった。1958年からエストニア放送合唱団の指導者を務めた。1985年にエストニア当局から名誉芸術家の称号を贈られた。
2014年、タリンにて死去。